# Steve Womack
Steve Womack właściwie Stephen Allen Womack (ur. 18 lutego 1957 w Russellville) – amerykański polityk, członek Partii Republikańskiej.

## Działalność polityczna
W okresie od 1999 do 2010 był burmistrzem Rogers. Od 3 stycznia 2011 jest przedstawicielem 3. okręgu wyborczego w stanie Arkansas w Izbie Reprezentantów Stanów Zjednoczonych.